# Kožljevec
Kožljevec este o localitate din comuna Grosuplje, Slovenia, cu o populație de 25 de locuitori.